# 桐子叶粑粑
桐子叶粑粑，又称桐叶粑粑、泡粑、猪耳粑。为流行于四川、重庆、贵州、湖北、湖南西部、云南东北部的一种食品，主要在中元节与中秋节时吃，平时也可。
桐子叶粑粑的原料有粳米、籼米、玉米、小麦等，虽然原料不一，但都需要发酵。发酵的方式不一样，有的用稀饭加干料发，有的则直接发。发酵好后取新鲜老嫩适中的油桐叶包上，包的时候将桐叶尾部卷成一个漏斗状，放入原料后将头部盖上，形状一头尖一头平。最后放在蒸笼里蒸，熟后有种特殊的清香味。